# Scouts Canada
Scouts Canada är ett kanadensiskt scoutförbund som, likt franskspråkiga Association des Scouts du Canada, är en medlem av World Organization of the Scout Movement (WOSM). Situationen i Kanada är unik, då det är det enda landet i världen som har två erkända nationella scoutförbund i WOSM. Scouts Canada har program för scouter av båda könen i åldrarna 5 till 26 år.

## Program

### Programsektioner
Scouts Canada har fem programsektioner:
- Beavers, åldrarna 5 till 7
- Wolf Cubs, åldrarna 8 till 10
- Scouts (även Sea Scouts), åldrarna 11 till 14 (frivilligt upp till 16)
- Venturers (även Sea Venturers), åldrarna 14 till 17
- Rovers (även Sea Rovers), åldrarna 18 till 26

Programmen är öppna för både flickor och pojkar

### Större utmärkelser
Scouts Canada har ett flertal större utmärkelser:
- Chief Scout's Award instiftade 1973 som högsta utmärkelsen inom Scouts-sektionen.
- Queen's Venturer Award är den högsta utmärkelsen inom Venturer-sektionen.
- Amory Adventure Award tilldelas den Venturer-grupp som visar störst initiativ att skapa, planera, och utföra ett friluftsäventyr.

### Jamboreer
Scouts Canada bedriver Canadian Scout Jamboree (eller helt enkelt "CJ"). Den senaste jamboreen var  CJ'07.

#### Lista över jamboreer
- 1949: 1st Canadian Scout Jamboree, Connaught Ranges, Ottawa, Ontario. 2 579 deltagare.
- 1953: 2nd Canadian Scout Jamboree, Connaught Ranges, Ottawa, Ontario. 1 196 deltagare.
- 1961: 3rd Canadian Scout Jamboree, Connaught Ranges, Ottawa, Ontario. 2 095 deltagare.
- 1977: 4th Canadian Scout Jamboree, Cabot Beach Provincial Park, Prince Edward Island. 16 000 deltagare.
- 1981: 5th Canadian Scout Jamboree, Kananaskis, Alberta. 19 000 deltagare.
- 1985: 6th Canadian Scout Jamboree, Guelph Lake Conservation Area, Guelph, Ontario. 12 000 deltagare.
- 1989: 7th Canadian Scout Jamboree, Port-la-Joye—Fort Amherst, Prince Edward Island. 10,000 deltagare.
- 1993: 8th Canadian Scout Jamboree, Kananaskis, Alberta. 12 000 deltagare.
- 1997: 9th Canadian Scout Jamboree, Boulevard Lake Park, Thunder Bay, Ontario. 13 879 deltagare.
- 2001: 10th Canadian Scout Jamboree, Cabot Beach Provincial Park, Prince Edward Island. 14 000 deltagare.
- 2007: 11th Canadian Scout Jamboree, Tamaracouta Scout Reserve, Québec. 8 000 deltagare.

#### Världsjamboreerarrangerade i Kanada
- 8:e världsjamboreen, Niagara-on-the-Lake, Ontario
- 15:e världsjamboreen, Kananaskis, Alberta